# Stefan Müller (mathématicien)
Pour les articles homonymes, voir Müller.
Stefan Müller (né le 15 mars 1962 à Wuppertal ) est un mathématicien allemand, actuellement (en 2020) professeur à l'université de Bonn. Il a été, en 1996, l'un des directeurs fondateurs de l'Institut Max-Planck de mathématique des sciences (MPI MiS) à Leipzig, et il y a travaillé jusqu'en 2008.

## Biographie
Stefan Müller fait des études de mathématiques à l'université de Bonn et à l'université Heriot-Watt d'Édimbourg, où obtient son doctorat sous la direction de John M. Ball en 1990, et à l'université Pierre-et-Marie-Curie à Paris. En 1989 et pour un an, il est professeur adjoint Zeev Nehari à l'université Carnegie-Mellon et en 1990 il devient assistant de recherche au Collaborative Research Center ou Sonderforschungsbereich no 256 à l'université de Bonn. En 1993-1994, il est membre visiteur à l'Institute for Advanced Study. En 1994, il est nommé professeur à l'université de Fribourg-en-Brisgau et en 1995 professeur à l'École polytechnique fédérale de Zurich, avant de fonder en 1996 l'Institut Max Planck pour les mathématiques dans les sciences à Leipzig et d'être l'un des directeurs fondateurs. Depuis décembre 2008, Stefan Müller est titulaire d'une chaire au Hausdorff Center for Mathematics, l'un des instituts de l'université de Bonn. Il est porte-parole du Sonderforschungsbereich, « Les mathématiques des effets émergents ».
Parmi ses anciens doctorants, il y a Christof Melcher, László Székelyhidi, Marc Oliver Rieger.

## Domaines de recherche
Ses domaines de recherche sont l'analyse, la mécanique des milieux continus, les aspects mathématiques de la science des matériaux et les microstructures.
Il développe des méthodes mathématiques pour décrire et comprendre les problèmes multi-échelle et la formation, l'évolution et les effets macroscopiques de la microstructure, en particulier dans les matériaux avancés. Il étudie l'interaction de la géométrie, de l'analyse et de la physique dans l'élasticité non linéaire, tant pour les matériaux classiques que pour les matériaux à transformation de phase.
Ses travaux récents et en cours portent sur l'influence des défauts microscopiques sur le comportement effectif des matériaux, par exemple en matière de plasticité ainsi que sur les niveaux d'échelle et la formation de motifs dans les feuilles élastiques. Il travaille également sur la relation entre la théorie atomistique et la théorie continue des solides par le biais de la mécanique statistique et d'une renormalisation.

## Prix et distinctions

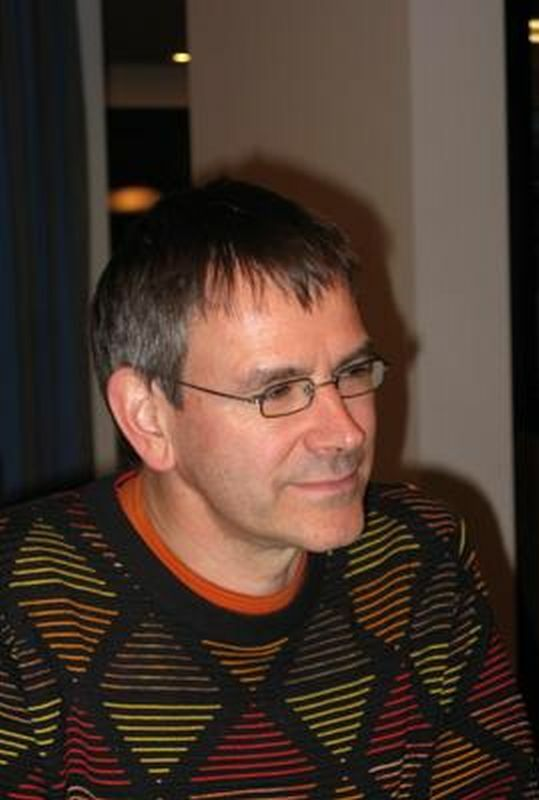
Stefan Müller, à Oberwolfach en 2010

En 1996, il donne une conférence plénière au Congrès européen de mathématiques à Budapest (Microstructures, geometry and the calculus of variations) et en 1998, il est conférencier, avec Vladimír Šverák, au Congrès international des mathématiciens de Berlin (Unexpected solutions of first and second order partial differential equations).
Stefan Müller est membre de l'Académie des sciences de Berlin-Brandebourg depuis 1999 et de l'Académie allemande des sciences Leopoldina depuis 2002, membre de l'Académie des sciences et des arts de Rhénanie-du-Nord-Westphalie depuis 2014, membre de l'Academia Europaea depuis 2015.
Stefan Müller est lauréat de nombreux prix :
- 1992 - Prix de la Société mathématique européenne
- 1993 - Prix de recherche Max-Planck, avec Vladimír Šverák de l'université Charles de Prague
- 1999 - Prix Collatz
- 2000 - Prix Gottfried-Wilhelm-Leibniz
- 2006 - Conférence Gauss
- 2007 - Médaille Keith de la Royal Society of Edinburgh
- 2013 - Prix Heinz-Gumin[6]

## Publications (sélection)
- « Microstructures, phase transitions and geometry », Proceedings European Congress of Mathematicians, Budapest, Birkhäuser, vol. II,‎ 1996, p. 92-115 (MR 1645820).
- avec Vladimír Šverák, « Unexpected solutions of first and second order partial differential equations », Proceedings of the International Congress of Mathematicians, Berlin, Documenta Mathematica, vol. II,‎ 1998, p. 691–702 (MR 1648117).
- avec Fabrice Bethuel, Gerhard Huisken et Klaus Steffen, « Variational models for microstructure and phase transitions », dans Stefan Hildebrandt, Michael Struwe (éditeurs), Calculus of Variations and geometric evolution problems, coll. « Lecture Notes in Mathematics » (no 1713), 1999, p. 85–210.
- avec Antonio DeSimone, Robert V. Kohn et Felix Otto, « Magnetic microstructures—a paradigm of multiscale problems », Proceedings ICIAM 99, Édimbourg, Oxford Univ. Press,‎ 2000, p. 175–190 (MR 1824443).
- « Mathematik und intelligente Materialien », dans Aigner, Behrends  (éditeurs), Alles Mathematik, Vieweg, 2002.
- avec Marta Lewicka, « The uniform Korn–Poincaré inequality in thin domains », Annales de l'Institut Henri Poincare (C) Non Linear Analysis, vol. 28, no 3,‎ 2011, p. 443–469 (ISSN 0294-1449, DOI 10.1016/j.anihpc.2011.03.003).

- avec Florian Schweiger et Endre Süli, « Optimal-Order Finite Difference Approximation of Generalized Solutions to the Biharmonic Equation in a Cube », SIAM J. Numer. Anal., vol. 58, no 1,‎ 2020, p. 298–329 (DOI 10.1137/19M1254313, MR 4052409).